# Sabine Reuker
Sabine Reuker (* 1968) ist eine deutsche Sportwissenschaftlerin und Hochschullehrerin.

## Leben
Reuker studierte an der Freien Universität Berlin Sport und Biologie für das Lehramt, 1998 legte sie das erste und 2000 das zweite Staatsexamen ab. Sie arbeitete im Schuldienst, ehe sie im Zeitraum 2003 bis 2012 als Wissenschaftliche Mitarbeiterin in den Bereichen Sportpädagogik und Sportdidaktik an den Universitäten Göttingen und Gießen tätig war. Zwischenzeitlich, nämlich 2007 und 2008, arbeitete sie erneut als Lehrerin in Hessen. An der Universität Gießen erlangte sie den Doktorgrad, das Thema ihrer Arbeit lautete „Chancen schulischer Sport- und Bewegungsangebote. Verändern erlebnispädagogische Schulfahrten die soziale Handlungsbereitschaft?“
Von April bis September 2012 hatte sie eine Stelle als Vertretungsprofessorin für Sportpädagogik an der Universität Paderborn inne, im Oktober 2012 trat sie an der Technischen Universität München eine W2-Professur für Sportdidaktik an. Von 2014 bis 2018 war sie an der Universität Paderborn  W3-Professorin für Sportpädagogik. Im April 2018 übernahm Reuker an der Pädagogischen Hochschule Ludwigsburg eine W3-Professur für Sportpädagogik. Seit Oktober 2021 lehrt und forscht sie an der Deutschen Sporthochschule Köln als Professorin für Sportpädagogik und Sportdidaktik. Im Juni 2016 wurde sie in den Sprecherrat der Sektion Sportpädagogik bei der Deutschen Vereinigung für Sportwissenschaft gewählt.
Zu Reukers Forschungsschwerpunkten zählen die Themenbereiche Sportpädagogik und -didaktik, Erlebnispädagogik und Sozialpsychologie, die Empirische Bildungsforschung, die Sportart Volleyball und der Bereich Professionalisierung von Lehrkräften.